# Drachalica
Drachalica – wieś w Polsce położona w województwie lubelskim, w powiecie ryckim, w gminie Stężyca.
W latach 1975–1998 miejscowość administracyjnie należała do ówczesnego województwa lubelskiego.
Wieś stanowi kilkanaście gospodarstw, w ścisłej zabudowie,  blisko do starorzecza Wisły. Od zachodu około 30. ha jezioro Łacha Drachalica. Za jeziorem wał przeciwpowodziowy i szerokie rozlewisko Wisły.
Wieś jest sołectwem w gminie Stężyca. Według Narodowego Spisu Powszechnego z roku 2011 wieś liczyła 43 mieszkańców.
Wierni Kościoła rzymskokatolickiego należą do parafii św. Marcina w Stężycy.